# Santa Lucia di Piave
Santa Lucia di Piave est une commune italienne de la province de Trévise dans la région Vénétie en Italie.

## Administration
| Période                                  | Période | Identité | Étiquette | Qualité |
| ---------------------------------------- | ------- | -------- | --------- | ------- |
|                                          |         |          |           |         |
| Les données manquantes sont à compléter. |         |          |           |         |

### Hameaux
Sarano - Bocca di Strada

### Communes limitrophes
Cimadolmo, Conegliano, Mareno di Piave, Nervesa della Battaglia, Spresiano, Susegana

## Personnalité
- Claudio Granzotto
- Mario Zanin (1940-), vainqueur de la course cycliste en ligne aux Jeux olympiques de Tokyo, en 1964, est né à santa Lucia di Piave.
- Rosanna Munerotto

### Jumelages
- Castanet Tolosan (France) depuis 2005